# Horszczyk
Horszczyk (ukr. Горщик) – wieś na Ukrainie w rejonie korosteńskim obwodu żytomierskiego.
Znajduje tu się stacja kolejowa Omelniwka, położona na linii Korosteń – Zwiahel.